# Альбер Фалько
Альбер Фалько (фр. Albert Falco; 17 жовтня 1927 - 21 квітня 2012) —  французький океанолог, ветеран французького підводного плавання, друг і соратник Жака Кусто, член його команди.
Альбер Фалько, народився в Марселі 17 жовтня 1927 року. У 1952 році Альбер приєднався до команди Кусто як нирець-волонтер, доріс до посади Головного водолаза команди Кусто, згодом став капітаном корабля «RV Calypso». Знявся у кількох фільмах Кусто, зокрема «У світі безмовності» (1956), «Світ без сонця» (1964) і «Подорож на край світу» (1976). Він залишив «Calypso» в 1990 році після 37 років служби. До останнього часу Альбер брав участь в природоохоронній діяльності, був радником в організації «Sea Shepherd Conservation Society».